# Lamprocapnos
Lamprocapnos é um género botânico pertencente à família Fumariaceae.
1. ↑  «Lamprocapnos — World Flora Online». www.worldfloraonline.org. Consultado em 19 de agosto de 2020